# Ku twej wieczności
Ku twej wieczności (jap. 不滅のあなたへ Fumetsu no anata e) – manga autorstwa Yoshitoki Ōimy, publikowana w czasopiśmie „Shūkan Shōnen Magazine” wydawnictwa Kōdansha od listopada 2016 do czerwca 2025.
Na jej podstawie studio Brain’s Base wyprodukowało serial anime, który emitowano od kwietnia do sierpnia 2021. Drugi sezon został wyprodukowany przez studio Drive, jego emisja zaś trwała od października 2022 do marca 2023. Zapowiedziano także powstanie trzeciego sezonu.
W Polsce manga ukazuje się nakładem wydawnictwa Kotori, natomiast anime dostępne jest za pośrednictwem Crunchyroll pod angielskim tytułem To Your Eternity.

## Fabuła
Niesio jest nieśmiertelną istotą zesłaną na Ziemię bez emocji ani poczucia tożsamości. Przemierza ona świat przybierając kształt tych, którzy zostawili na niej silne wrażenie. Pierwotnie mając jedynie kształt kuli, przybiera później kształt kamienia, następnie umierającego wilka. Jako wilk spotyka na swej drodze mieszkającego samotnie chłopca, którego postać ostatecznie przyjmuje. Niesio przez kolejne setki lat przemierza świat napotykając na swej drodze wiele różnych istot, ucząc się i zdobywając nowe umiejętności, takie jak tworzenie czegoś z niczego czy wskrzeszanie zmarłych.

## Bohaterowie
- Niesio (jap. フシ Fushi)

Seiyū: Reiji Kawashima 
- March (jap. マーチ Māchi)

Seiyū: Rie Hikisaka 
- Parona (jap. パロナ)

Seiyū: Aya Uchida 
- Pioran (jap. ピオラン)

Seiyū: Rikako Aikawa 
- Hayase (jap. ハヤセ)

Seiyū: Mitsuki Saiga 
- Mężczyzna w czarnym kapturze (jap. 観察者 Kansatsusha)

Seiyū: Kenjirō Tsuda 

## Manga
23 maja 2016 roku za pośrednictwem „Shūkan Shōnen Magazine” ogłoszono, że mangaka Yoshitoki Ōima, znana wcześniej z mangi Kształt twojego głosu, pracuje nad wydaniem nowego tytułu.
Wydawanie mangi rozpoczęło się w 50. numerze czasopisma „Shūkan Shōnen Magazine” wydawnictwa Kōdansha, wydanego 9 listopada 2016 roku. Pierwszy wątek fabularny mangi, nazwany wątek starej ery, został ukończony wraz z rozdziałem opublikowanym 4 grudnia 2019 roku. Publikacja drugiego wątku mangi rozpoczęła się 22 stycznia 2020. Ostatni rozdział ukazał się 4 czerwca 2025.
W Polsce manga jest wydawana przez Kotori.

## Anime
8 stycznia 2020 wydawnictwo Kōdansha ogłosiło powstawanie adaptacji w formie telewizyjnego serialu anime, który miał zostać wyemitowany na kanale NHK Educational w październiku 2020. Produkcją zajęło się studio Brain’s Base; reżyserem projektu został Masahiko Murata, za kompozycję serii odpowiada Shinzō Fujita, a projekty postaci przygotował Koji Yabuno. We wrześniu 2020 pierwotnie zapowiedziana data premiery została przesunięta ze względu na pandemię koronawirusa na kwiecień 2021. 20-odcinkowa seria była emitowana od 12 kwietnia do 30 sierpnia 2021.
Po emisji ostatniego odcinka ogłoszono powstanie drugiego sezonu. Za produkcję odpowiadało studio Drive, a Kiyoko Sayama zastąpiła Masahiko Muratę na stanowisku reżysera. Reszta ekipy produkcyjnej powróciła do prac na serialem. Seria ta była emitowana od 23 października 2022 do 12 marca 2023 i liczyła 20 odcinków.
Trzeci sezon został zapowiedziany w finałowym odcinku drugiego sezonu.
Crunchyroll wykupił licencję na emisję anime poza granicami Japonii; seria ta dostępna jest za pośrednictwem tej platformy także w Polsce, pod angielskim tytułem i z angielskimi napisami.
| N/o       | Tytuł odcinka                                                           | Premiera         |
| --------- | ----------------------------------------------------------------------- | ---------------- |
| 1         | The Last One Saigo no hitori (最後のひとり)                             | 12 kwietnia 2021 |
| 2         | A Rambunctious Girl Otonashikunai shōjō (おとなしくない少女)            | 19 kwietnia 2021 |
| 3         | A Small Evolution Chīsana shinka (小さな進化)                           | 26 kwietnia 2021 |
| 4         | A Large Vessel Ōkina utsuwa (大きな器)                                  | 3 maja 2021      |
| 5         | Those Who Follow Tomo ni yuku hito (共にゆく人)                         | 10 maja 2021     |
| 6         | Our Goals Watashitachi no mokuteki (私たちの目的)                       | 17 maja 2021     |
| 7         | The Boy Who Wants to Change Kawaritai shōnen (変わりたい少年)           | 24 maja 2021     |
| 8         | Monster Brothers Kaibutsu kyōdai (怪物兄弟)                             | 31 maja 2021     |
| 9         | Deep Memories Fukai kioku (深い記憶)                                    | 7 czerwca 2021   |
| 10        | New Family Atarashii kazoku (新しい家族)                                | 14 czerwca 2021  |
| 11        | Gift From the Past Kako kara no okurimono (過去からの贈り物)            | 21 czerwca 2021  |
| 12        | Awakening Mezame (目覚め)                                               | 28 czerwca 2021  |
| Specjalny | Fushi's Journey Fushi no tabiji (フシの旅路)                            | 5 lipca 2021     |
| 13        | Aspiring to Go Higher Takami e no ishi (高みへの意志)                   | 12 lipca 2021    |
| 14        | Jananda, Island of Freedom Jiyū no shima Jananda (自由の島・ジャナンダ) | 19 lipca 2021    |
| 15        | A Girl Named Tonari Tonari to iu na no shōjo (トナリという名の少女)     | 26 lipca 2021    |
| 16        | The Children's Dreams Kodomo-tachi no yume (子どもたちの夢)             | 2 sierpnia 2021  |
| 17        | The Defeated Senkaku-sha (先覚者)                                       | 9 sierpnia 2021  |
| 18        | To Continue On Susumi yuku tame ni (進み行くために)                     | 16 sierpnia 2021 |
| 19        | Wandering Rage Samayou satsui (さまよう殺意)                            | 23 sierpnia 2021 |
| 20        | Echoes Zankyō (残響)                                                    | 30 sierpnia 2021 |

### Muzyka
Za kompozycję ścieżki dźwiękowej odpowiada Ryo Kawasaki.
| Seria          | Tytuł        | Wykonawca       | Źródło   |          |          |
| Czołówka       | Czołówka     | Czołówka        | Czołówka | Czołówka | Czołówka |
| -------------- | ------------ | --------------- | -------- | -------- | -------- |
| 1              | „Pink Blood” | Hikaru Utada    | [ 20 ]   |          |          |
| Napisy końcowe |              |                 |          |          |          |
| 1              | „Mediator”   | Masashi Hamauzu | [ 21 ]   |          |          |

## Odbiór
Pierwszy tom w ciągu dwóch tygodni został sprzedany w 44 061 kopiach. Drugi tom został sprzedany w 22 565 kopiach w pierwszym tygodniu sprzedaży uplasowując się na 34. miejscu rankingu Oriconu. Trzeci tom został w ciągu dwóch tygodni sprzedany w 41 880 kopiach. Dziewiąty tom został w pierwszym tygodniu sprzedany w 32 363 kopiach.

### Nagrody i nominacje
| Rok  | Ceremonia                  | Kategoria    | Rezultat  | Źródło |
| ---- | -------------------------- | ------------ | --------- | ------ |
| 2018 | 11. Manga Taishō           | Manga        | Nominacja | [ 26 ] |
| 2019 | 43. Nagroda Kōdansha Manga | Shōnen Manga | Nagroda   | [ 27 ] |